# Inciona
Inciona is een weinig bekende godin uit de Keltische mythologie van de Treveri regio. Haar naam is opgetekend als een van een godenpaar op twee votieve inscripties uit Luxemburg.
Op het grote steenblok van Mensdorf op de Widdebierg, waar zij rechts staat aangegeven, wordt Inciona samen met de god Veraudunus aanroepen en dit ter ere van de keizerlijke familie ter vervulling van een gelofte afgelegd door Marcus Pl(autius?) Restitutus' moeder Alpinia Lucana.

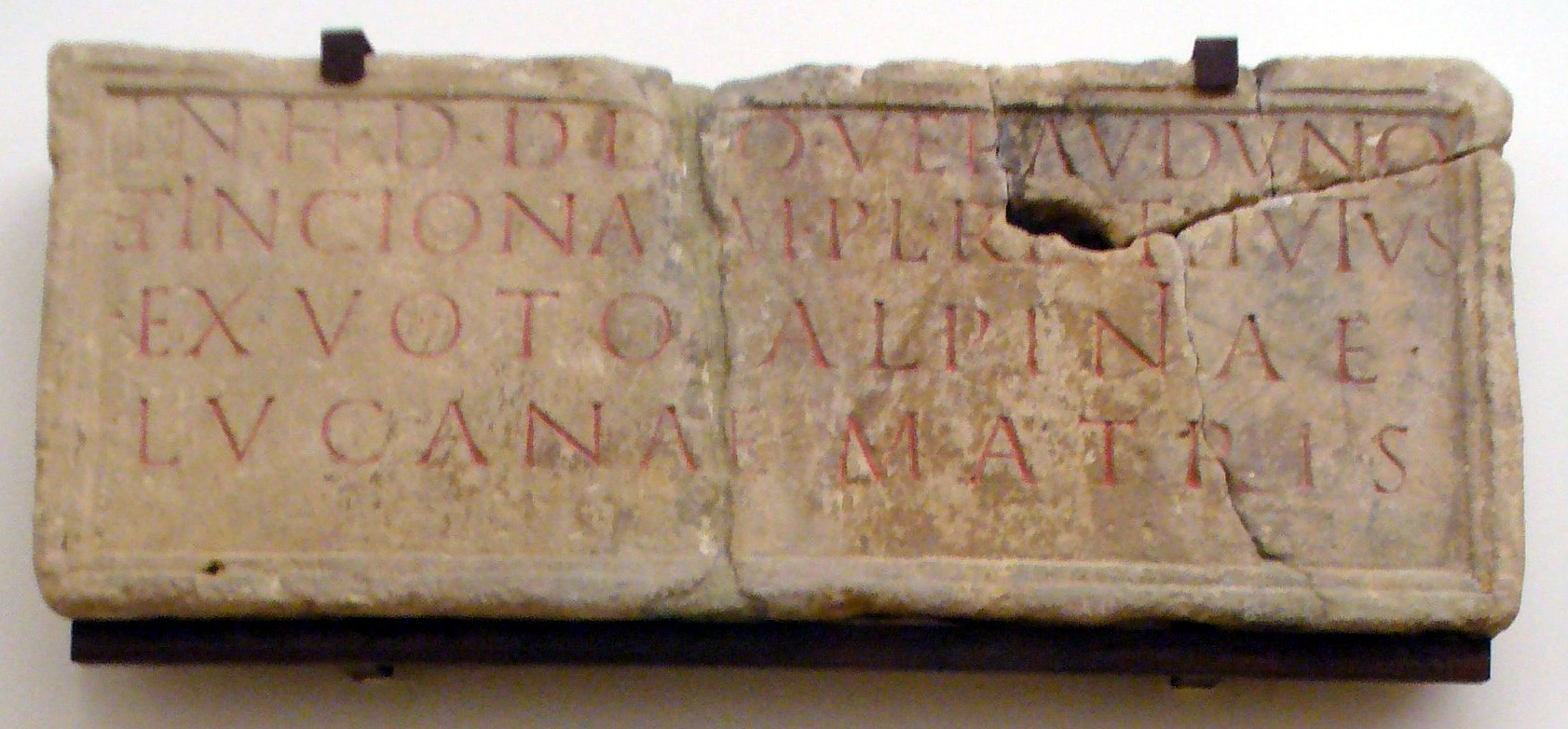
Votieve inscriptie uit de Widdebierg, Luxemburg.

De tweede inscriptie staat op een klein bronzen plaket uit Kaul in Luxemburg:
[LE]NO MAR[TI]
VERAVDVN(O) ET
INCIONE MI
[L]ITIVS PRIS
CINVS EX VOT(O)
Indien de letters NO MAR kunnen hersteld worden tot Leno Marti, dan is dit een aanroeping van Inciona naast Lenus Mars Veraudunus.

## Noot
1. 1 2  Musée d'histoire et d'art, Luxembourg. 1974. Pierres sculptées et inscriptions de l'époque romaine, catalogued by Eugénie Wilhelm, p.71.